# تحول خلاق
تحول خلاق (به فرانسوی: L'Évolution créatrice) کتابی است از فیلسوف فرانسوی برنده جایزه نوبل ادبیات، آنری برگسون که نخستین بار به سال ۱۹۰۷ و به زبان فرانسه منتشر شد. این کتاب در واقع نسخه‌ای از فرگشت هدفمند در چارچوب مکانیسم تکامل داروین را ارده می‌دهد. فرضیه بنیادی این کتاب این است که عامل اصلی انگیزش تکامل، انگیزه حیاتی (به فرانسوی: élan vital) یا به تعبیری غریزه است. این کتاب در دهه‌های نخستین قرن بیستم بسیار محبوب و پرطرفدار شد.
افزون بر این تعریف از غریزه، برگسون مفهوم تازه‌ای از زمان را نیز در این‌جا بسط می‌دهد که بعدتر متفکرین و نویسندگان مدرنیستی چون مارسل پروست و توماس مان را تحت تأثیر قرار می‌دهد. زمان مطرح شده توسط برگسون در اینجا، بسیار شخصی و شهودی است.

## ترجمه به فارسی
این کتاب در سال ۱۳۷۱ توسط علیقلی بیانی به فارسی برگردانده شده و دفتر نشر آن را منتشر کرده است.  همچنین احسان حنیف نیز نسخه خلاصه شده دیگری از آن را در کتاب نظریه های زیبایی شناسی ترجمه کرده که نشر فکرنو آن را در سال ۱۳۹۹ منتشر کرده است. 